# Oxysternon lautum
Oxysternon lautum là một loài bọ cánh cứng trong họ Bọ hung (Scarabaeidae).